# 1881年德國聯邦選舉

選舉地圖

聯邦選舉於1881年10月27日在德國舉行。中央黨成為了帝國議會中最大的政黨，在397個席位中佔有100個席位，而之前是最大政黨的民族自由黨則減少到45個席位。選民投票率為56.3%。